# TV5 Fortaleza
TV5 Fortaleza é uma emissora de televisão brasileira sediada em Fortaleza, capital do estado do Ceará. Opera no canal 5 (28 UHF digital) e é emissora própria da TV5.